# Ирек (Белебеевский район)
Ирек (баш. Ирек) — деревня в Белебеевском районе Башкортостана, относится к Тузлукушевскому сельсовету.
С 2005 современный статус.

## География
Расстояние до:
- районного центра (Белебей): 18 км,
- центра сельсовета (Тузлукуш): 8 км,
- ближайшей ж/д станции (Аксаково): 29 км.

## История
Название происходит от назв. колхоза «Ирек».
Статус деревня, сельского населённого пункта, посёлок получил согласно Закону Республики Башкортостан от 20 июля 2005 года N 211-з «О внесении изменений в административно-территориальное устройство Республики Башкортостан в связи с образованием, объединением, упразднением и изменением статуса населенных пунктов, переносом административных центров», ст.1:

6. Изменить статус следующих населенных пунктов, установив тип поселения - деревня:
 
5)  в Белебеевском районе:…

д) поселка Ирек Тузлукушевского сельсовета

## Население
| 2002 | 2009 | 2010 |
| ---- | ---- | ---- |
| 73   | ↗91  | ↘86  |

Национальный состав
Согласно переписи 2002 года, преобладающая национальность — башкиры (82 %).